# Тунель Буко-ді-Візо
Тунель Буко-ді-Візо (італ. Buco di Viso; фр. Pertuis du Viso) — альпійський пішохідний тунель, вирублений в епоху Відродження у скелі за вісім кілометрів на північ від Монте Візо, найвищої гори Котських Альп у Північній Італії. Тунель, що з'єднує села Кріссоло в італійській провінції Кунео та Рістолас у французькому департаменті Верхні Альпи був відкритий у 1479 році і є одним із найдавніших тунелів Італії та, можливо, одним із найдавніших у Європі.
Має 75 м завдовжки, 3 м завширшки і розташований на висоті 2882 метри.

## Історія

### Походження проєкту
Рішення вирубити під горою Монте-Візо тунель було прийняте за ініціативою маркіза Салуццького Людовіко II дель Васто в 1478 році. Перебуваючи під тиском Савойського герцогства, яке загрожувало автономії його маркізату, Людовіко II підписав угоду з королем Неаполітанського королівства Рене Анжуйським, який одночасно був графом Прованським, а відтак васалом короля Франції Людовіка XI. Майбутній тунель в Альпах між Салуццьким маркграфством і французьким Прованським графством мав забезпечити збільшення обсягів прямої торгівлі між цими державами, полегшивши перехід через Альпійський перевал як торговельним караванам, так і, у випадку необхідності, військовим підрозділам.

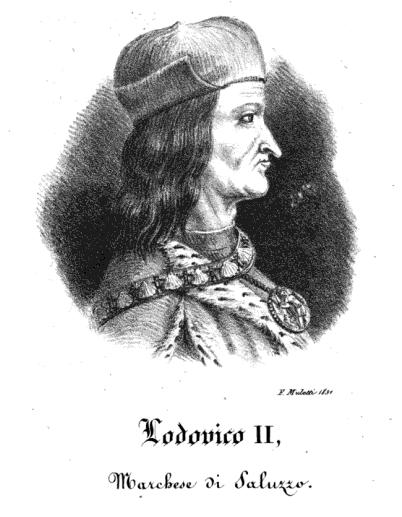
Людовіко II дель Васто, маркіз Салуццький, замовник тунеля

Перетин головного перевала через тунель став привабливою альтернативою небезпечним трансальпійським маршрутам, складний перетин яких завдавав шкоди вантажам. Крім того, виходи з тунеля розміщувались на 80 метрів нижче гребня Гран-Грано, що також збільшило кількість днів для потенційного перевезення вантажів через перевал, оскільки після випадіння снігу перехід через перевал Col de la Traversette ставав неможливим.
Угода про створення тонеля була укладена в прованському Арлі 22 вересня 1478 року, а фактичні роботи по вирубці тунеля почалися влітку 1479 року, коли розтанув сніг. Взимку через сніг робота була перервана і завершена наприкінці літа 1480 року під керівництвом інженерів Мартіно ді Альбано та Бальдассара з Піаско. Загальна вартість робіт оцінювалась в 12 000 флоринів.

### Збільшення трафіку
Після завершення робіт у 1481 році відбулося збільшення комерційних перевезень, і тунель Монте-Візо став стратегічним маршрутом для транзиту вантажів. Експорт Салуццького маркізату включав вино, рис, конопляну та горіхову олію. Із Франції до Салуццо імпортували в основному тканини, парчу та коней, але оскільки маленький Салуццький маркізат не мав виходу до моря, тунель також набув фундаментального значення для імпорту солі з французького Ег-Морта. Таким чином, тунель Монте-Візо незабаром став ключовим елементом комерційного шляху надзвичайної важливості. Наприклад, з 1482 року збирачі податку на сіль (габель) в Ревелло реєстрували на додаток до ряду інших товарів щорічний транзит через тунель понад 20 000 мішків з сіллю.
Тунель Монте-Візо також використовувався у військових цілях. В 1486 році його засновник маркіз Людовіко II скористався тунелем під час своєї втечі з Салуццо до Франції. Король Франції Карл VIII скористався тунелем для проведення через Альпи своєї армії та артилерії для участі в Битві при Форново. У 1499 році через тунель провів свою армію Людовик XII, а в 1525 році його наступник Франциск I, який прямував до Італії воювати проти імператора Карла V. З цієї нагоди тунель і підходи до нього також розширили, щоб зробити їх більш доступними для провезення артилерії.

### Занепад
Після Ліонського договору (1601) Салуццький маркізат, який захищав свою незалежність більше трьох століть, був приєднаний до Савойського герцогства. Савоя використовувала власні популярні перевали через Альпи і через це тунель Монте-Візо втратив своє стратегічне значення, що призвело до чергування випадкових відкриттів з довгими періодами закриття. Герцог Савойський Карл Еммануїл I закрив тунель для комерційних перевезень, щоб не загрожувати торговим потокам через долини Монченізіо (по перевалу Мон-Сені) та Монженевр (по перевалу Монженевр), якими здавна користувалася Савоя.
Хоча сусідні громади продовжували використовувати тунель для місцевої торгівлі, протягом наступних століть його часто закривали через зсуви та каменепади. Крім того, після того, як Карл Еммануїл Савойський завоював маркізат Салуццо, він вирішив закрити тунель назавжди.

### Повторні відкриття
Тунель Монте-Візо вперше повторно відкрили 25 серпня 1907 року завдяки фінансуванню італійського уряду та внеску Туринського італійського альпійського клубу під головуванням Убальдо Вальбуса.
У 1998 році тунель був очищений і знову відкритий під егідою салуццького Ротарі Клубу, який встановив інформаційні панелі на обох входах. Доступ до тунелю все ще час від часу ускладнюється каменепадами, але маршрут зараз є постійним з'єднанням у мережі гірських стежок у районі Монте-Візо-Кейрас-верхня долина По, як альтернативний маршрут перетину вершини Col de la Traversette по поверхні.

### Реструктуризація
Після капітальних робіт з укріплення тунелю 15 жовтня 2014 року відбулось нове відкриття тунелю.

## Опис

### Технічні характеристики
Розташований на висоті 2882 метри в напрямку схід-захід і 80 метрів нижче гребня Гран-Грано, тунель спочатку мав довжину близько 100 метрів, а зараз він становить близько 75 метрів через ерозію схилів гори. Літописи того часу повідомляють, що тунель копали залізом, вогнем, окропом і оцтом. Колія трохи вигнута і нахилена в бік Італії.
Інтер'єр майже освітлений і має середню висоту 2,5 метри з точністю приблизно до 5 сантиметрів, тобто достатньо, щоб провести мула, навантаженого з двох боків. Транзит безкоштовний і його можна легко здійснити лише влітку, оскільки взимку та навесні сніг може заблокувати входи. Для подорожі по галереї потрібен ліхтарь і рекомендується захисний шолом; повітря всередині насичене вологою, а температура значно нижча за зовнішню.
Вхід на італійський схил легший, ніж на французький, який більш клопітний, оскільки до пізнього літа його загороджують скелі та снігові тіні. Невеликий схил тунеля у бік Італії сприяв частому засипанню прохода уламками, які переносилися по ньому відлигою, але це було виправлено нещодавнім встановленням протилавинної споруди біля французького входу.

### Техніка будівництва
Технічні труднощі роботи були неабиякими. Необхідно враховувати, що на висоті 2882 метри сніговий покрив присутній близько восьми місяців на рік, тому робочий час обов'язково був зосереджений на літо, але тоді можливі бурхливі метеорологічні явища. Вибухові пристрої, які зараз вважаються основними для прокладення тунелів, були в часи прокладення тунеля Буко-ді-Візо абсолютно невідомі. Невідома була також техніка, яка б дозволяла точно визначити рельєф, тому звести між собою два напрямки під землею було складно і ймовірно прокладання тунелю велось лише з одного кінця, що зменшувало швидкість усієї роботи. Крім того, малий поперечний переріз тунеля дозволяв дуже обмежено використовувати робочу силу, максимум двох-трьох чоловіків, які могли одночасно працювати на кінці тунелю.
Використаний при прокладенні тунеля технічний процес був відомим здавна і описувався ще давньогрецьким істориком Діодором Сицилійським. Він полягав у тому, що біля скелястої стіни складається деревина і розпалюється велике багаття. У розпеченій полум'ям скелі відбувається перший процес кальциніції і поступово зявляються тріщіни. Після цього шахтарі під тиском вливають у тріщини велику кількість розчину киплячого оцту, щоб продовжити розстріскування скелі всередині. Після цього камінь стає досить крихким, і його можна було успішно руйнувати ударами молотків по киркам, які вставлялись в тріщини.

## Підхід до тунеля
Шлях до тунелю Монте-Візо починається в Піан-дель-Ре, де знаходиться виток річки По, приблизно на висоті 2020 метрів над рівнем моря, по дорозі «V16», що веде до перевалу по пересіченій місцевості. Підйом незначний, але схили досить круті, і загалом похід триває в середньому від двох до трьох годин. Трохи далі за течією від італійського входу в тунель, у руйнівній зоні під назвою Pian Mait на висоті приблизно 2700 метрів над рівнем моря, є залишки невеликої казарми прикордонної охорони.
Загальна складність маршруту оцінюється Parodi в «E» (легкий похід).

## Безпека
Довжина тунелю становить приблизно 75 метрів, а ширина — близько 3 метрів, але висота стелі на деяких ділянках становить лише 1,70 метра, а в одній точці — лише 1,40 метра, тому пішоходам потрібен ліхтарик і рекомендується використовувати шолом. У мандрівників з високими рюкзаками можуть виникати складнощі. Щоб увійти в тунель з французької сторони, потрібно спуститися вниз по обваленому камінню. Крім того, французький вхід зазвичай заблокований снігом до глибокої літньої пори.

## Галерея

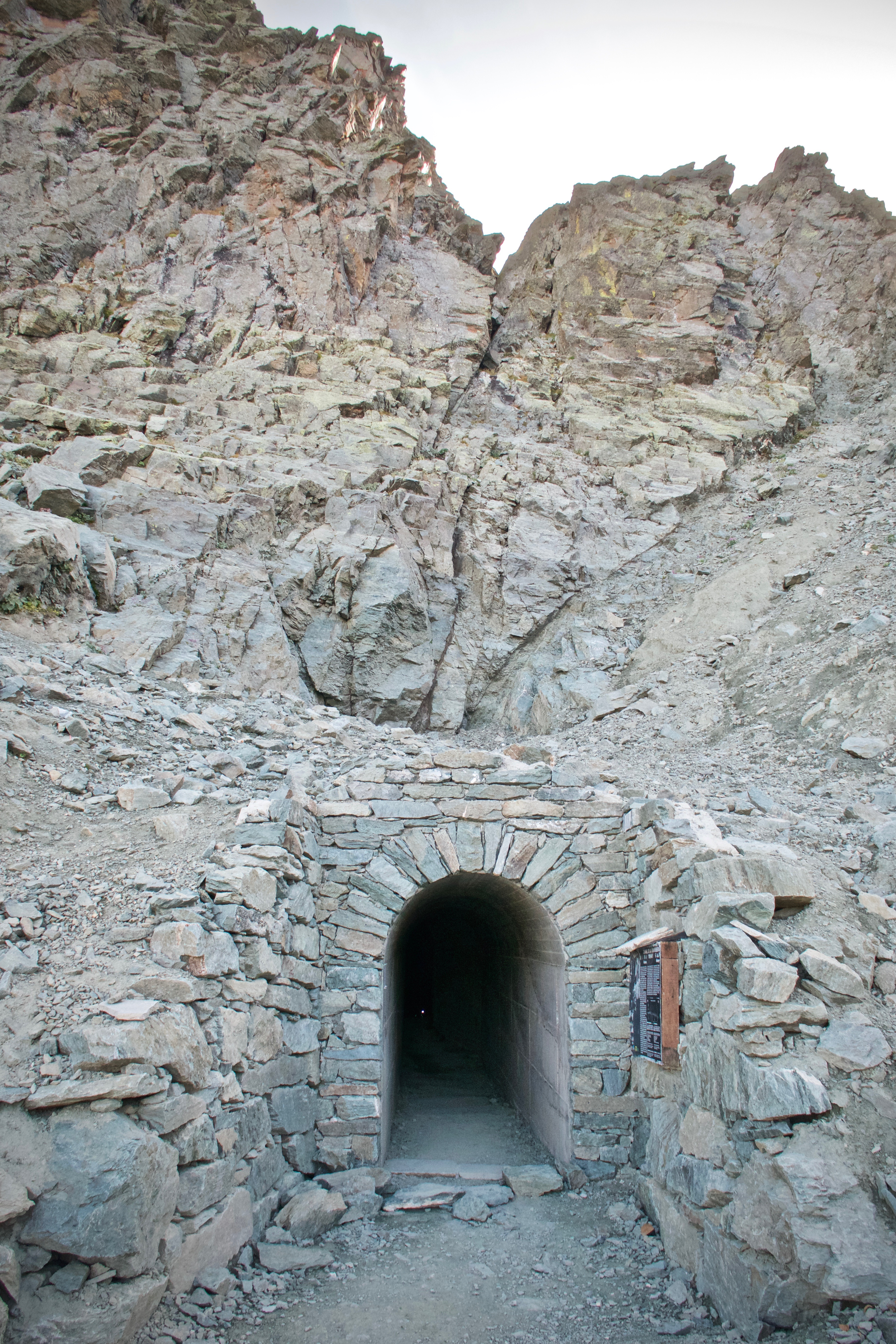
Вхід до тунелю з французької сторони
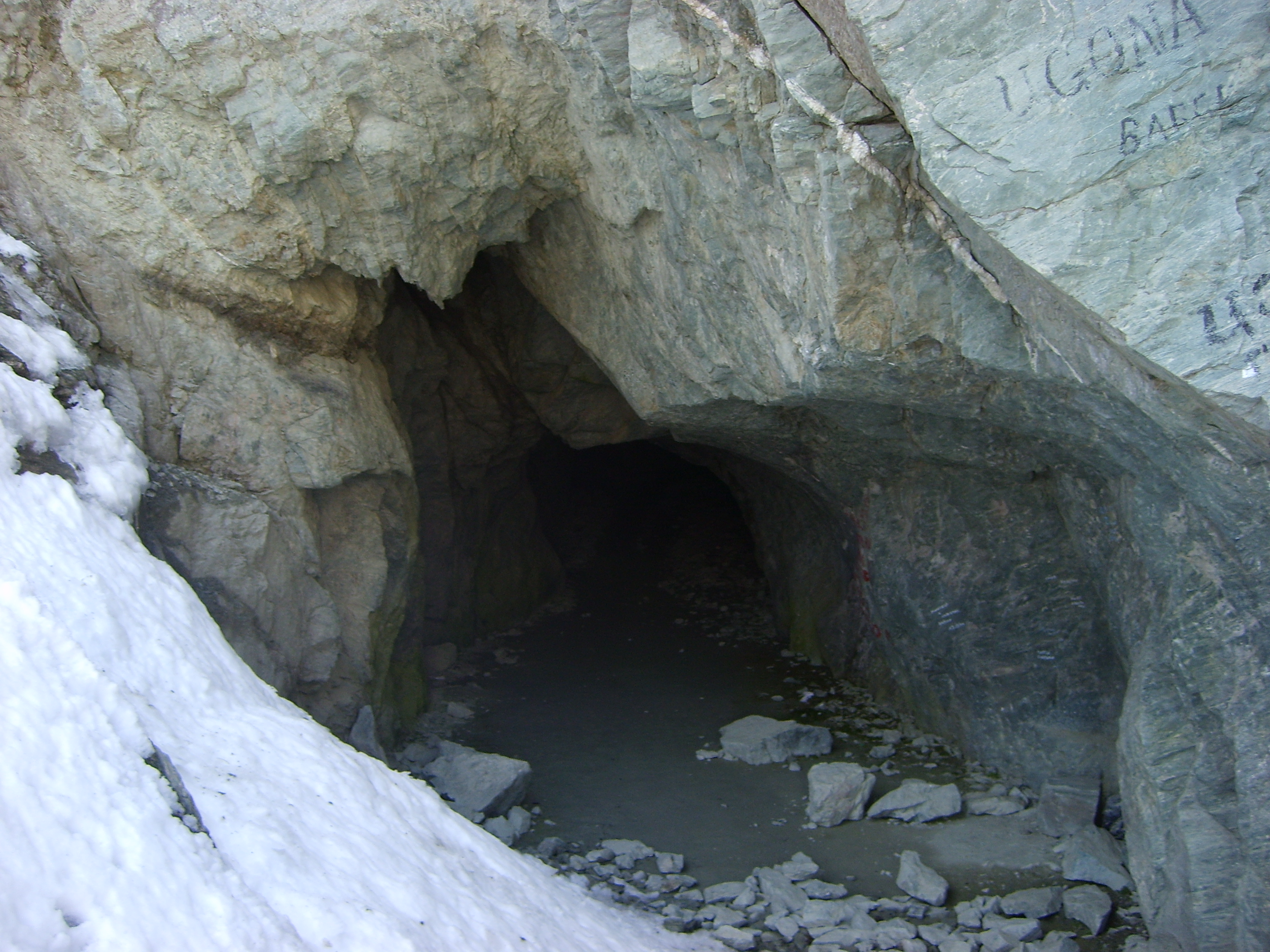
Вхід до тунелю з італійської сторони
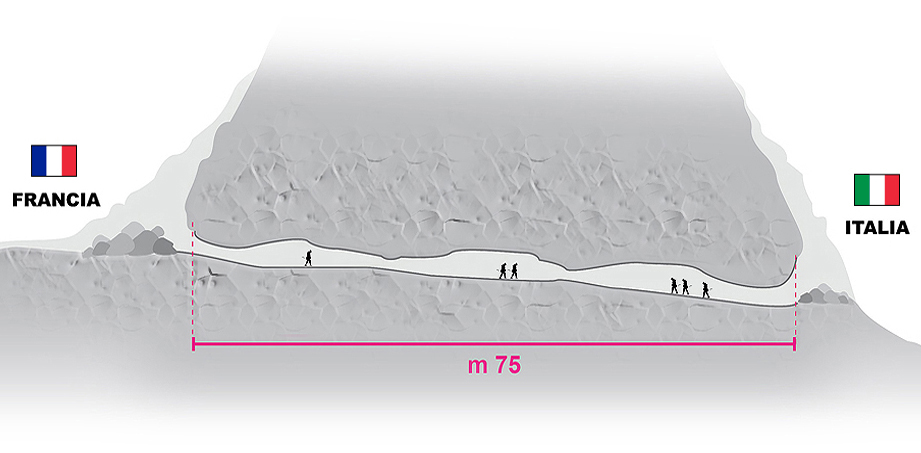
Розріз тунеля
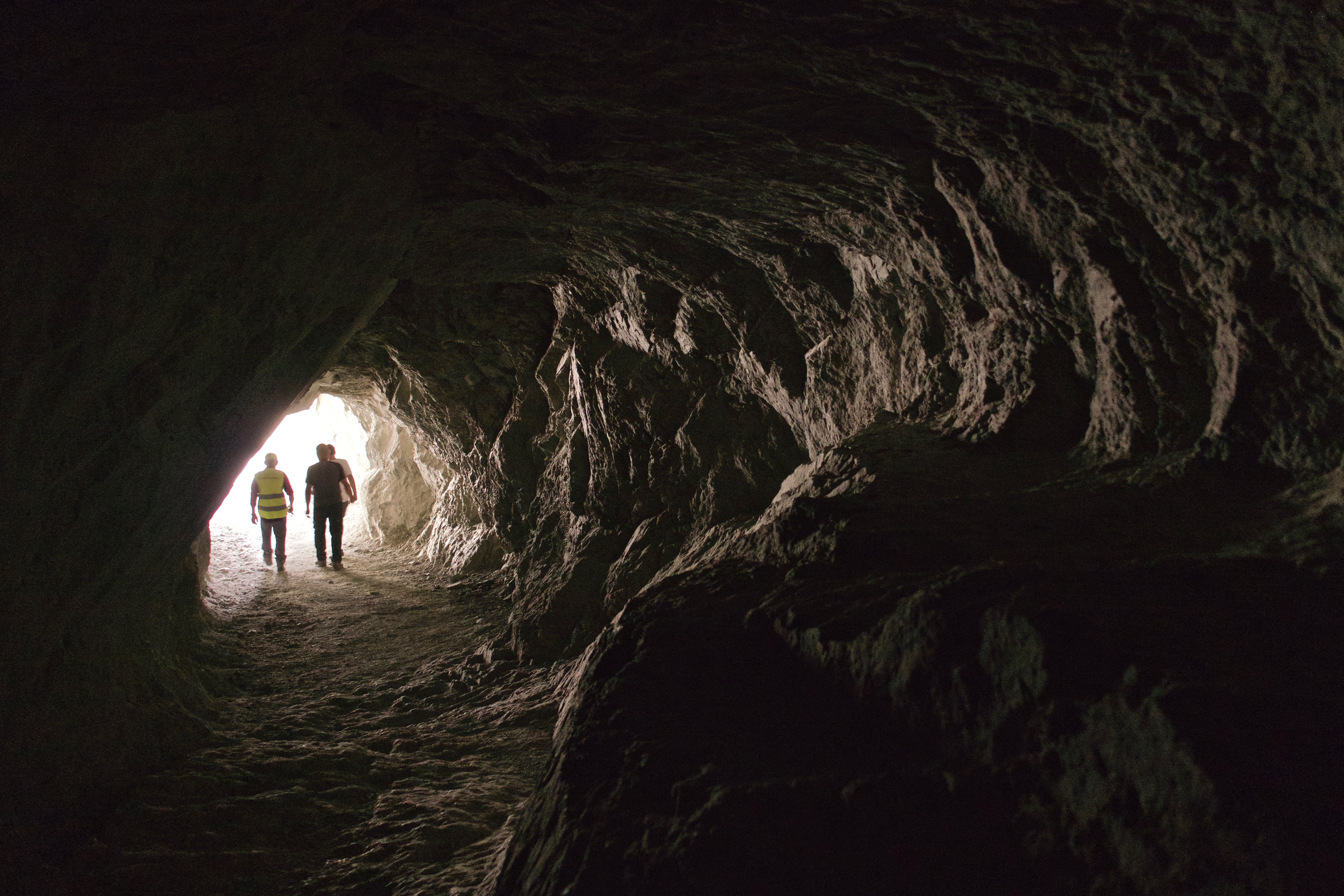
Внутрішній вид з тунеля в бік Італії
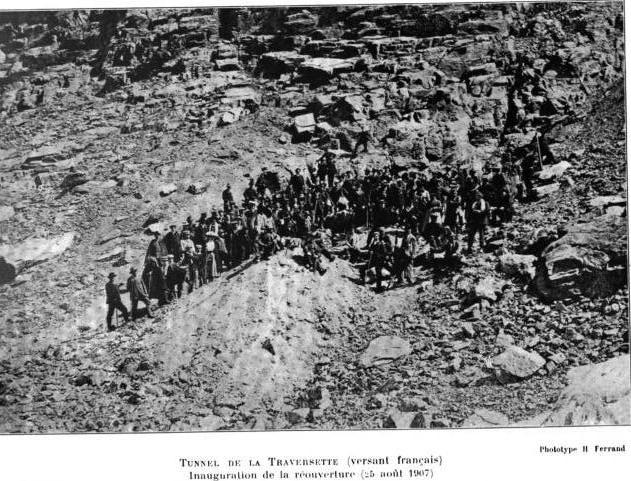
Повторне відкриття тунелю в 1907 році